# Beachvolleyball-Europameisterschaft 1999
Die Beachvolleyball-Europameisterschaft 1999 fand vom 26. bis zum 29. August in Palma (Spanien) statt. Die Wettbewerbe für Frauen und Männer wurden parallel ausgetragen. Es war die sechste offizielle EM der Frauen und das siebte Turnier der Männer. Die Italienerinnen Laura Bruschini und Annamaria Solazzi besiegten im Endspiel die Französinnen Anabelle Prawerman und Cécile Rigaux, während sich das tschechische Duo Eva Celbová und Soňa Nováková-Dosoudilová im Duell um den dritten Platz gegen die Deutschen Ulrike Schmidt und Gudula Staub durchsetzte. Die Schweizer Brüder Martin und Paul Laciga konnten ihren Titel im Finale gegen die Spanier Javier Bosma und Fabio Díez erfolgreich verteidigen. Die letztjährigen Finalisten Jan Kvalheim und Bjørn Maaseide wurden diesmal Dritter. Die siegreichen Duos erhielten jeweils 20.000 Euro und 200 Punkte für die Weltrangliste.

## Endstand
| Frauen | Frauen                 | Frauen                     |
| Platz  | Nation                 | Namen                      |
| ------ | ---------------------- | -------------------------- |
| 1      | Italien                | Bruschini / Solazzi        |
| 2      | Frankreich             | Prawerman / Rigaux         |
| 3      | Tschechien             | Celbová / Nováková         |
| 4      | Deutschland            | Schmidt / Staub            |
| 5      | Niederlande            | Kadijk / Schoon-Kadijk     |
| 5      | Portugal               | Maria José / Pereira       |
| 7      | Deutschland            | Pianka / Pohl              |
| 7      | Russland               | Bobrowa / Matwejewa        |
| 9      | Griechenland           | Karadassiou / Sfyri        |
| 9      | Norwegen               | Byberg / Larsen            |
| 9      | Schweiz                | Schnyder-Benoit / Hartmann |
| 9      | Tschechien             | Hudcová / Tobiášová        |
| 13     | Deutschland            | Friedrichsen / Müsch       |
| 13     | Italien                | Gatelli / Perrotta         |
| 13     | Norwegen               | Glesnes / Maaseide         |
| 13     | Schweiz                | Chiaradia / Fontana        |
| 17     | Griechenland           | Koutroumanidou / Theodorou |
| 17     | Vereinigtes Konigreich | Glover / Cooper            |
| 17     | Niederlande            | Veldhuizen / Zinger        |
| 17     | Norwegen               | Øfstaas / Erlandsen        |
| 17     | Osterreich             | Meissinger / Haschka       |
| 17     | Portugal               | Duarte / Sol               |
| 17     | Slowakei               | Mizdosová / Rimovská       |
| 17     | Spanien                | Alonso / Zalubovskaya      |
| 25     | Vereinigtes Konigreich | Austin / Oliver            |
| 25     | Osterreich             | Montagnolli / Basagic      |
| 25     | Osterreich             | Münchmeyer / Mellitzer     |
| 25     | Polen                  | Aleksandrowska / Tekiel    |
| 25     | Schweden               | Ekblom / Tvede             |
| 25     | Schweiz                | Erni / Trüssel             |
| 25     | Slowakei               | Opatovska / Opatovska      |
| 25     | Spanien                | Gomez / Ribera             |

| Männer | Männer       | Männer                     |
| Platz  | Nation       | Namen                      |
| ------ | ------------ | -------------------------- |
| 1      | Schweiz      | Laciga / Laciga            |
| 2      | Spanien      | Bosma / Díez               |
| 3      | Norwegen     | Kvalheim / Maaseide        |
| 4      | Osterreich   | Berger / Stamm             |
| 5      | Frankreich   | Canet / Hamel              |
| 5      | Russland     | Karassew / Saifulin        |
| 7      | Italien      | Pimponi / Rafaelli         |
| 7      | Schweiz      | Heyer / Tschudi            |
| 9      | Frankreich   | Penigaud / Jodard          |
| 9      | Norwegen     | Høidalen / Kjemperud       |
| 9      | Russland     | Jermischin / Kuschnerjow   |
| 9      | Tschechien   | Džavoronok / Pakosta       |
| 13     | Deutschland  | Dieckmann / Dieckmann      |
| 13     | Deutschland  | Oetke / Scheuerpflug       |
| 13     | Frankreich   | Deulofeu / Guissart        |
| 13     | Portugal     | Pedrosa / Teixeira         |
| 17     | Deutschland  | Ahmann / Hager             |
| 17     | Norwegen     | Gøranson / Horrem          |
| 17     | Osterreich   | Nowotny / Gartmayer        |
| 17     | Polen        | Bachorski / Bulkowski      |
| 17     | Schweden     | Andersson / Magnusson      |
| 17     | Schweden     | Berg / Dahl                |
| 17     | Schweiz      | Egger / Vesti              |
| 17     | Spanien      | Yoyi Luis / Luna           |
| 25     | Estland      | Kais / Kais                |
| 25     | Griechenland | Arabatzis / Giatsis        |
| 25     | Griechenland | Michalopoulos / Roumelitis |
| 25     | Italien      | Bendandi / Cicola          |
| 25     | Osterreich   | Leitner / Dobeiner         |
| 25     | Polen        | Parkitny / Piotrowski      |
| 25     | Spanien      | Aro Perez / R. Herrera     |
| 25     | Tschechien   | Chromy / Luska             |